# La Corrida de la victoire
La Corrida de la victoire est un roman de Georges Conchon, publié en 1959 aux éditions Albin Michel et ayant reçu le prix des Libraires l'année suivante.

## Éditions
- La Corrida de la victoire, éditions Albin Michel, 1959.